# Deutsche Messe (Schubert)

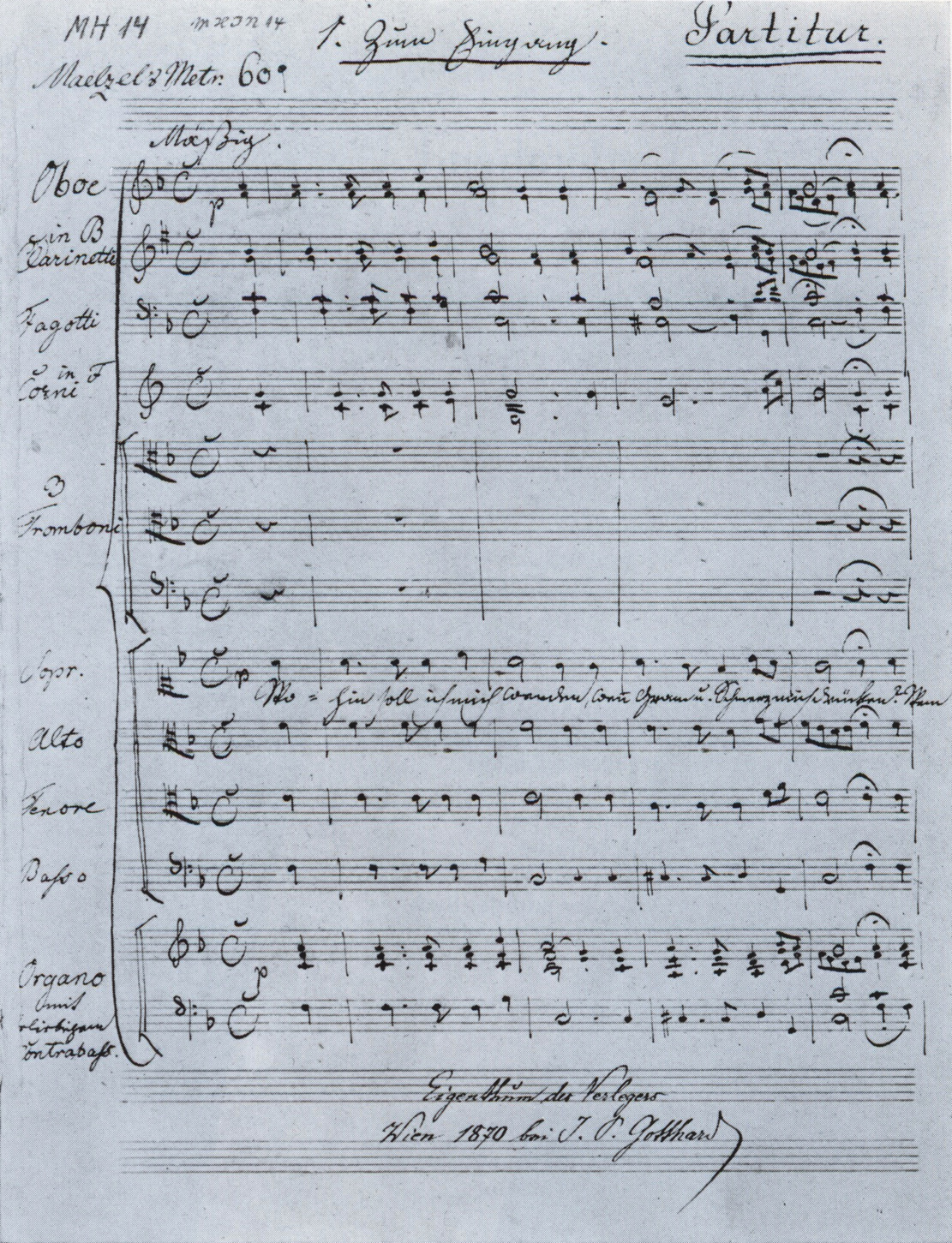
Deutsche Messe

Deutsche Messe (originaltitel: Gesänge zur Feier des heiliges Opfers der Messe, D 872) är ett kyrkomusikaliskt verk av kompositören Franz Schubert från år 1826.
Verket beställdes av professorn vid Wiener Technische Hochschule Johann Philipp Neumann.  Texten är ingen översättning av den latinska förlagan, utan kommer från uppdragsgivarens Geistliche Lieder für das heilige Messopfer. I enlighet med den romersk-katolska liturgin före Andra Vatikankonciliets reformer består mässan av följande delar:
1. Introitus (Wohin soll ich mich wenden)
2. Gloria (Ehre sei Gott in der Höhe)
3. Evangelium (Noch lag die Schöpfung formlos da)
4. Offertorium (Du gabst, o Herr, mir Sein und Leben)
5. Sanctus (Heilig, heilig, heilig)
6. Efter elevationen (Betrachtend Deine Huld und Güte)
7. Agnus Dei (Mein Heiland, Herr und Meister)
8. Slutsång (Herr, Du hast mein Flehen vernommen)

Tillägg: Herrens bön (Anbetend Deine Macht und Größe)